# Luca Hänni

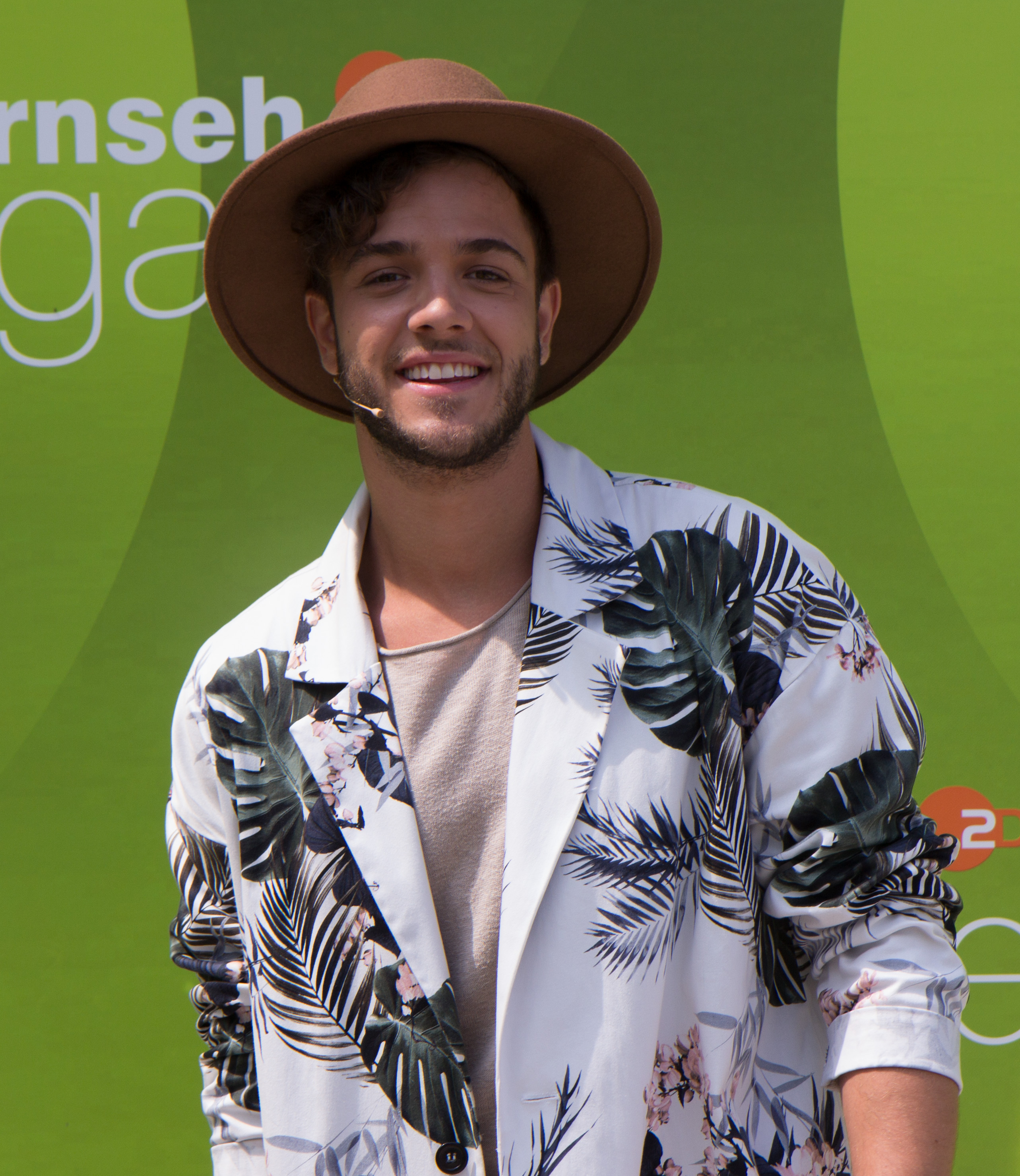
Luca Hänni, 2018

Luca Hänni (* 8. Oktober 1994 in Bern) ist ein Schweizer Sänger und Songwriter. Er wurde 2012 Sieger in der neunten Staffel der Castingshow Deutschland sucht den Superstar und 2023 Sieger der achten Staffel von The Masked Singer Deutschland.

## Privatleben
Hänni wurde 1994 in Bern geboren. Während seiner Kindergartenzeit erhielt er Schlagzeugunterricht. Mit neun Jahren brachte er sich autodidaktisch Gitarre- und Klavierspielen bei. Nach seiner Schulausbildung begann er eine Ausbildung zum Maurer, die er 2012 im zweiten Lehrjahr zugunsten seiner Musikkarriere abbrach.
Von 2010 bis 2018 führte Hänni eine Beziehung mit einer Verkäuferin. Ab 2019 war er in einer Beziehung mit der Lehrerin Michèle Affolter. Seit 2020 ist er mit der deutschen Tänzerin Christina Luft liiert, die bei Let’s Dance seine Tanzpartnerin war. Im August 2023 heiratete das Paar. Im Juni 2024 wurden sie Eltern einer Tochter.
Luca Hänni wohnt mit seiner Familie im Berner Oberland am Thunersee.

## Karriere

### 2012: Sieg beiDeutschland sucht den Superstar
Hänni erreichte im April 2012 das Finale der neunten Staffel der Gesangs-Castingshow Deutschland sucht den Superstar; er trat gegen Daniele Negroni an und siegte mit 52,85 Prozent der Zuschauerstimmen. Als Siegprämie erhielt er 500.000 Euro und einen Plattenvertrag bei Universal Music Group. Zudem wurde ihm, wie auch dem Zweitplatzierten, die Führerscheinausbildung und ein Auto bezahlt.

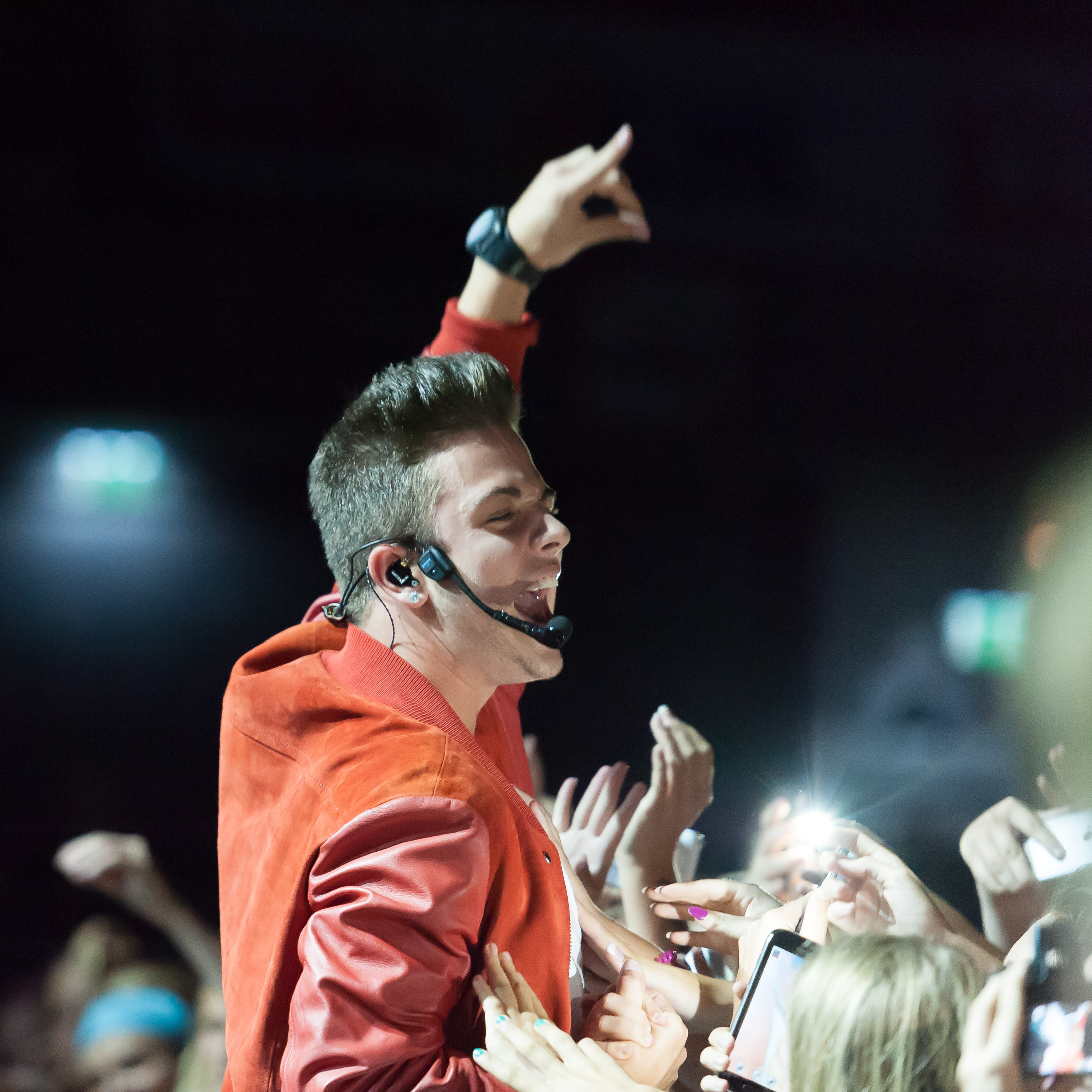
Luca Hänni (2014)

Auftritte bei DSDS
| Mottoshow (Datum)                                               | Lied                                          | Originalinterpret                 | Platzierung     |
| --------------------------------------------------------------- | --------------------------------------------- | --------------------------------- | --------------- |
| Top 16 Show: «Wer schafft es in die Top 10?» (25. Februar 2012) | The A Team                                    | Ed Sheeran                        | 17,44 % (1./16) |
| Hammer Hits (3. März 2012)                                      | Baby Can I Hold You                           | Boyzone                           | 17,94 % (1./10) |
| Party Hits (10. März 2012)                                      | Baby                                          | Justin Bieber feat. Ludacris      | 17,66 % (1./9)  |
| Herzenssongs für Dich (17. März 2012)                           | Use Somebody (Piano-Version von Laura Jansen) | Kings of Leon                     | 14,89 % (3./8)  |
| Ab in den Süden (24. März 2012)                                 | Fields of Gold                                | Sting                             | 15,67 % (3./7)  |
| Solo und Duette (31. März 2012)                                 | Hero                                          | Enrique Iglesias                  | 19,47 % (2./6)  |
| Solo und Duette (31. März 2012)                                 | You and Me (In My Pocket)                     | Milow                             | 19,47 % (2./6)  |
| Unplugged vs. Power Songs (7. April 2012)                       | Hey There Delilah (Gitarren-Version)          | Plain White T’s                   | 21,86 % (2./5)  |
| Unplugged vs. Power Songs (7. April 2012)                       | Wonderful Life                                | Hurts                             | 21,86 % (2./5)  |
| Klassik, Pop und Rock (14. April 2012)                          | Beautiful People                              | Chris Brown feat. Benny Benassi   | 26,02 % (2./4)  |
| Klassik, Pop und Rock (14. April 2012)                          | Chasing Cars                                  | Snow Patrol                       | 26,02 % (2./4)  |
| Klassik, Pop und Rock (14. April 2012)                          | Eiserner Steg                                 | Philipp Poisel                    | 26,02 % (2./4)  |
| Halbfinale (21. April 2012)                                     | The Man Who Can’t Be Moved                    | The Script                        | 32,83 % (2./3)  |
| Halbfinale (21. April 2012)                                     | Ma chérie                                     | DJ Antoine feat. The Beat Shakers | 32,83 % (2./3)  |
| Halbfinale (21. April 2012)                                     | Das Beste                                     | Silbermond                        | 32,83 % (2./3)  |
| Finale (28. April 2012)                                         | Allein Allein                                 | Polarkreis 18                     | 52,85 % (1./2)  |
| Finale (28. April 2012)                                         | The A Team                                    | Ed Sheeran                        | 52,85 % (1./2)  |
| Finale (28. April 2012)                                         | Don’t Think About Me                          | Luca Hänni                        | 52,85 % (1./2)  |

Legende:
|  | Platz 1 in der Telefonabstimmung |

### Nach DSDS
Seine erste Single Don’t Think About Me, komponiert von Dieter Bohlen, erschien im Mai 2012. Sie erreichte in der Schweiz nach vier Tagen Goldstatus und belegte in Deutschland, Österreich und der Schweiz Platz 1 der Charts. Damit war Hänni der erste Schweizer in 52 Jahren, der Platz 1 der deutschen Charts erreichte. Das Video war im April 2012 in Dänemark auf der Insel Rømø gedreht worden. Regie führte Nikolaj Georgiew. Nach der Veröffentlichung stellte das Video einen neuen Universal-Rekord mit über 600'000 Zugriffen am Premierentag auf dem Videoportal Clipfish auf.
Sein Debütalbum My Name Is Luca wurde ebenfalls im Mai 2012 veröffentlicht und platzierte sich in Österreich und der Schweiz auf Platz 1 sowie in Deutschland auf Platz 2 der Albumcharts. Es wurde in der Schweiz und Österreich mit Gold ausgezeichnet.
Seine zweite Single I Will Die for You wurde im August 2012 veröffentlicht. Das Video dazu war im Juli 2012 in Barcelona unter der Regie von Oliver Sommer (AVA Studios) gedreht worden. Die Single erreichte in Deutschland Platz 54, in Österreich Platz 46 und in der Schweiz Platz 37 der Charts. Auf der Maxi-CD sind neben der Originalversion von Dieter Bohlen und dem neuen Song Oh No No auch zwei Remixe des Schweizer DJ und Musikproduzenten Mike Candys enthalten.
Im Juni 2012 engagierte ihn ein Schweizer Handelsunternehmen für die Werbung seiner Herrenwäschemarke. In diesem Zusammenhang erschienen im Oktober eine Unterwäschereihe für Männer, für die Hänni als Model zur Verfügung stand. Die Werbekampagne brachte für Hänni auch Engagements im Rahmen der Breitensportförderung für Kinder mit sich, wie beispielsweise anlässlich des Grand-Prix-Migros-Finales im April 2014 in Arosa.
Hänni eröffnete im August 2012 in seiner Geburtsstadt Bern die Castings zu der zehnten Staffel von Deutschland sucht den Superstar, für die er bereits seit Juli 2012 in einer Werbekampagne (u. a. Einspieler bei RTL) zu sehen gewesen war. Seine erste Tournee Luca Hänni & Band – Live on Tour begann im Oktober 2012 in Hoyerswerda. Sie umfasste 32 Konzerte in Deutschland, Österreich und der Schweiz und kam im November in Dresden zum Abschluss. Wegen der grossen Nachfrage wurden in der Schweiz zusätzliche Konzerte in Zürich, Uetendorf und Amriswil angesetzt.
Im Dezember 2012 präsentierte er als Moderator die RTL-II-Sendung BRAVO The Hits 2012 – Die Show. 2012 war er der meistgesuchte prominente Schweizer bei Google.

### 2013: Zweites StudioalbumLiving the Dream
Im März 2013 erhielt Luca Hänni den Musikpreis Swiss Music Award in der Kategorie Best Breaking Act National. Im selben Monat wurde er für den deutschen Musikpreis Echo in der Kategorie Newcomer International nominiert. Hänni erhielt ebenfalls eine Nominierung für den Kids’ Choice Award als Lieblingsstar: Deutschland, Österreich, Schweiz. Er gewann diesen internationalen Publikums-Award und bekam ihn im März 2013 bei der Preisverleihung in Los Angeles überreicht. Bei der 11. Wok-Weltmeisterschaft 2013 in Oberhof war er als Fahrer mit dabei und belegte mit dem Schweizer Vierer-Wok-Team den 6. Rang.
Hännis zweites Studioalbum Living the Dream erschien im April 2013. Es stieg in der Schweiz auf Platz 1 der Charts ein und konnte somit den Erfolg des Vorgängeralbums wiederholen. In Österreich platzierte sich das Album auf den 8. Rang und in Deutschland auf den 17. Platz der Charts. Zwei der auf dem Album enthaltenen Titel (The Best Thing und Closer to You) hat Hänni selbst geschrieben. Die erste Singleauskopplung Shameless war eine Woche vor der Albumveröffentlichung auf den Markt gekommen. Der Song wurde von Allan Eshuijs geschrieben, der u. a. Evacuate the Dancefloor für Cascada produziert hatte. Im April 2013 ging Hänni zusammen mit Daniele Negroni auf Tournee in zehn Städten im deutschsprachigen Raum, die unter dem Motto Thank You to the Fans stand. Im Sommer 2013 absolvierte er vier Gastauftritte bei der Musicalaufführung Der Besuch der alten Dame im Rahmen der Thunerseespiele.
Im Oktober 2013 begann seine 13 Konzerte umfassende Tour Living the Dream. Im Winter 2013 trat er in 60 Shows des Weihnachtscircus Salto Natale als musikalischer Gaststar auf. Diese seit 2002 jährlich stattfindende Veranstaltung wird von Rolf Knie und dessen Sohn produziert.

### 2014–2018: Weitere Studioalben

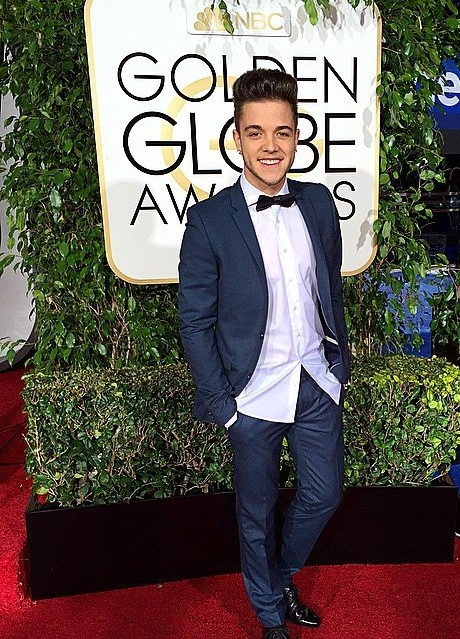
Luca Hänni, 2015

Im April 2014 erschien in Kooperation mit dem Schweizer DJ Christopher S Hännis drittes Studioalbum Dance Until We Die; es erreichte den 6. Platz in den Schweizer Albumcharts. Die Singleauskopplungen I Can’t Get No Sleep und Good Time konnten sich ebenfalls in den Charts platzieren. Eine Pianoversion des Songs I Can’t Get No Sleep (nur Hänni am Piano) im September 2014 weltweit veröffentlicht. Zu den Singles wurden ebenfalls Videoclips produziert. Mit dem gemeinsamen Projekt hatten beide Musiker diverse Clubauftritte und tourten durch Deutschland, Österreich und die Schweiz.
In Zusammenarbeit mit der DKMS (Deutsche Knochenmarkspenderdatei), die Hänni seit 2013 unterstützt, wurde im November 2014 der Charity Song Only One You veröffentlicht. Dieser Song wurde von Hänni selbst geschrieben und produziert. Der Erlös geht an die DKMS.
Von Mitte Januar bis Mitte Februar 2015 war Hänni in den USA. Im Studio 17 Hertz in Hollywood entstand sein viertes Studioalbum When We Wake Up. Produziert wurde es in Los Angeles vom Schweizer Musikproduzenten Fabian Egger. Unterstützung gab es u. a. von Andre Merritt (Songwriter u. a. von Chris Brown, Rihanna und Justin Bieber) und James Fauntleroy (Co-Autor der Justin Timberlake Single Pusher Love Girl). Im November 2014 unterstützte Hänni gemeinsam mit 22 anderen Schweizer Musikern wie Noëmi Nadelmann, Pepe Lienhard, Francine Jordi und Melanie Oesch die Migros (Detailhandelskette in der Schweiz) bei einem Weihnachtssong. Das Video dazu wurde im November 2014 veröffentlicht und erreichte Platinstatus. Im November/Dezember 2014 nahm Hänni an der neuen Schweizer Abendshow Kampf der Orchester teil. Hier unterstützte er als prominentes Mitglied die Luzerner Formation BML Talents und gewann mit ihnen den Titel.

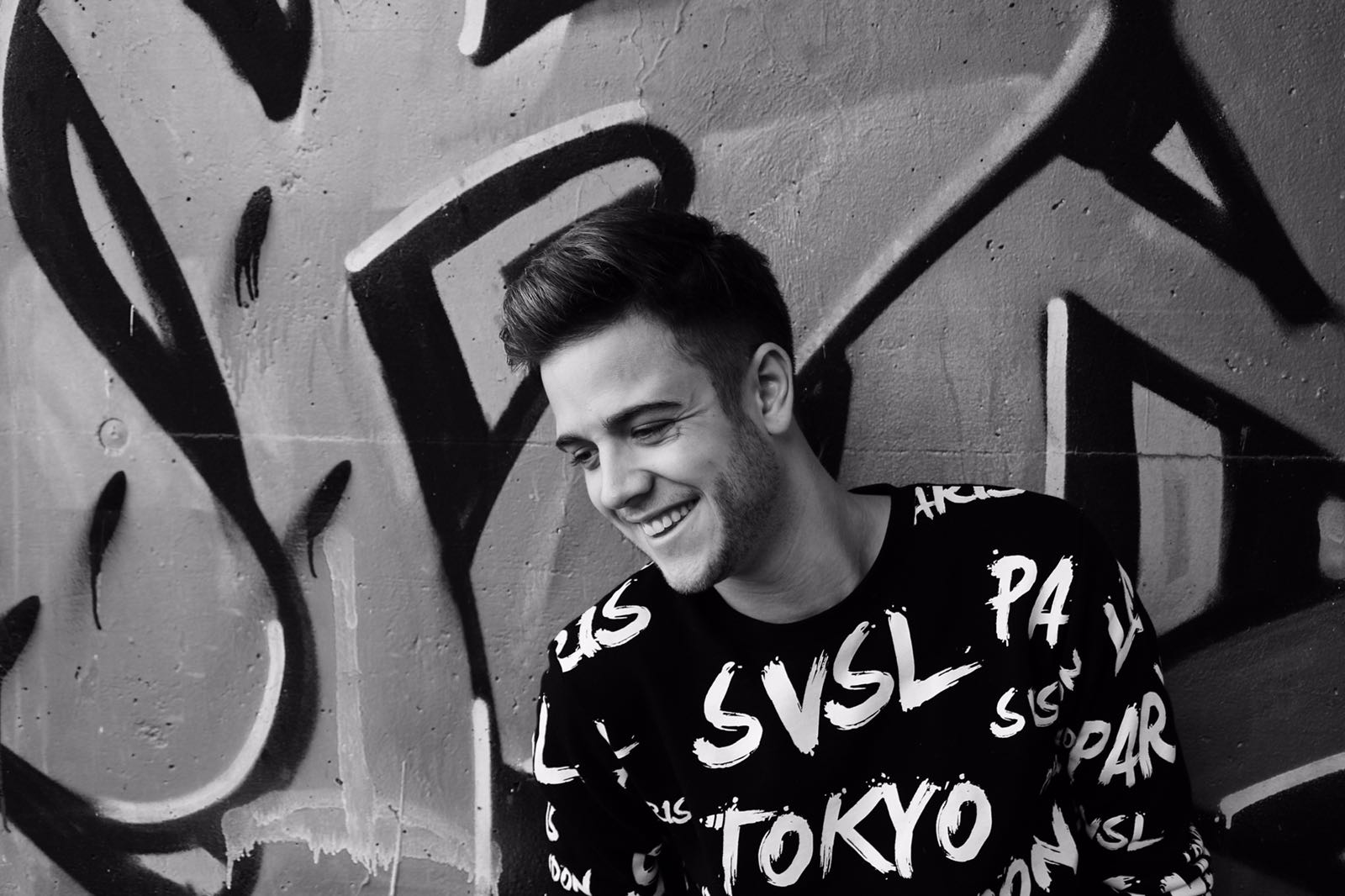
Luca Hänni macht Werbung für das Modelabel SVSL, 2016

Im November 2016 stellte Hänni in Zusammenarbeit mit der Schweizer Modekette Metro Boutique seine erste eigene Herren-Modekollektion unter dem Namen SVSL vor, die er mit designt hatte. Im Computeranimationsfilm Sing, der im Dezember 2016 in die deutschen Kinos kam, lieh er einem Frosch seine Stimme. Im Mai 2017 verkündete er beim Eurovision Song Contest 2017 die Schweizer Jury-Punkte.
2017 war er Kandidat der zweiten Staffel der Tanzshow Dance Dance Dance auf RTL. Zusammen mit seinem Tanzpartner Prince Damien, dem DSDS-Gewinner von 2016, erreichte er den ersten Platz. Ende Dezember 2018 veröffentlichte er seine erste deutschsprachige Single Bei mir, die er gemeinsam mit Helene Fischer in ihrer Fernsehshow Die Helene Fischer Show vortrug.

### Seit 2019

#### Eurovision Song Contest (2019)

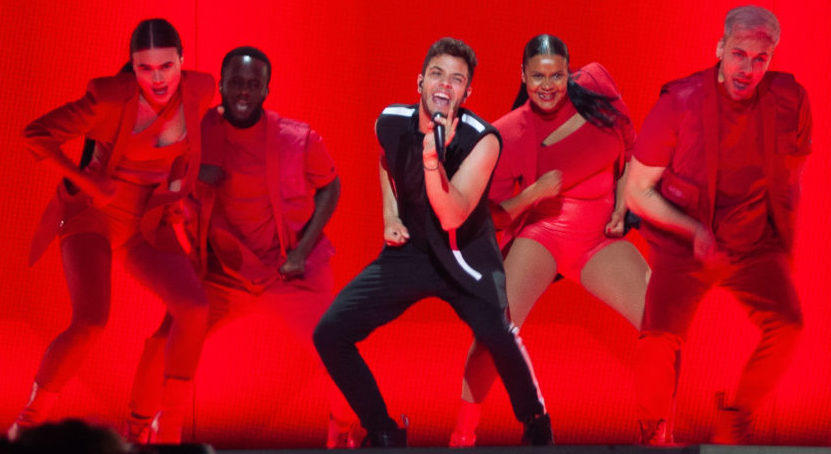
Luca Hänni beim Eurovision Song Contest 2019

2019 vertrat er die Schweiz beim Eurovision Song Contest mit dem Song She Got Me. Zuvor hatte er die interne Auswahl des SRF aus einem Zuschauer-Panel und einer Fachjury gewonnen. Im Finale belegte er mit 364 Punkten aus Jury- und Televoting den vierten Platz. Es war die beste schweizerische Platzierung im Wettbewerb seit 1993. Ende Mai erreichte das Lied Platz eins der Schweizer Hitparade. In den deutschen Single-Charts stieg das Lied auf Platz 62 ein, fiel jedoch nach einer Woche wieder hinaus.

#### Fünftes Studioalbum (2020)
Im Frühjahr 2020 wurde Hänni mit der deutschen Profitänzerin Christina Luft Dritter bei der 13. Staffel von Let’s Dance. Im Mai veröffentlichte er die Single Diamant, im Juni erschien das dazugehörige Musikvideo, in dem Christina als Darstellerin mitwirkt. Im Oktober 2020 veröffentlichte er sein erstes deutschsprachiges Album 110 Karat.

#### Weitere Arbeiten und Auftritte
2020 war er Rateteammitglied der Fernsehshow The Masked Singer Switzerland. Außerdem trat er im November in der VOX-Sendung Grill den Henssler an. Im Dezember 2020 war er in der Sendung Ninja Warrior Germany bei RTL zu sehen.
Im Februar 2021 nahm er an der Promi-Version von Das große Backen teil. Anfang April veröffentlichte Hänni die Single Wo warst du; im selben Monat folgte die Single Durch die Nacht, die er zusammen mit Sunlike Brothers produzierte. Im Herbst veröffentlichte er in Zusammenarbeit mit dem Swiss Music Award die Charitysingle There for You. Weiterhin war er Scout in der von SRF ausgestrahlten Fernsehsendung Stadt, Land, Talent. 2021 war er als erster und bisher einziger Nicht-Profi Teilnehmer der Profi-Challenge von Let’s Dance, bei der er mit seiner Freundin Christina Luft den 3. Platz erreichen konnte. 2021, 2022 sowie 2023 war er erneut Mitglied des Rateteams von The Masked Singer Switzerland. Im Frühling 2023 war er Teilnehmer der 4. Staffel von Sing meinen Song – Das Schweizer Tauschkonzert.
Unter der Maske des Schuhschnabels gewann er im Frühjahr 2023 die achte Staffel der deutschen Ausgabe von The Masked Singer. Am selben Tag erschien zusammen mit Patricia Kelly, die in der Show den dritten Platz belegte, die Single Not Everyone's Darling. Im April 2025 nahm er als Spielkandidat im Promi-Spezial von Du gewinnst hier nicht die Million bei Stefan Raab teil. Im selben Monat siegten er und Christina Hänni im Osterspezial von Das große Backen. Im Juni 2025 gewann er Eltons 12 und 100.000 Euro.

## Diskografie
Studioalben

| Jahr | Titel Musiklabel                       | Höchstplatzierung, Gesamtwochen, AuszeichnungChartplatzierungen (Jahr, Titel, Musiklabel, Platzierungen, Wochen, Auszeichnungen, Anmerkungen) | Höchstplatzierung, Gesamtwochen, AuszeichnungChartplatzierungen (Jahr, Titel, Musiklabel, Platzierungen, Wochen, Auszeichnungen, Anmerkungen) | Höchstplatzierung, Gesamtwochen, AuszeichnungChartplatzierungen (Jahr, Titel, Musiklabel, Platzierungen, Wochen, Auszeichnungen, Anmerkungen) | Anmerkungen                                           |
| Jahr | Titel Musiklabel                       | DE | AT | CH | Anmerkungen                                           |
| ---- | -------------------------------------- | --- | --- | --- | ----------------------------------------------------- |
| 2012 | My Name Is Luca Polydor (UMG)          | DE2 (13 Wo.)DE | AT1 Gold · (13 Wo.)AT | CH1 Gold · (18 Wo.)CH | Erstveröffentlichung: 18. Mai 2012 Verkäufe: + 25.000 |
| 2013 | Living the Dream Orange Red (UMG)      | DE17 (5 Wo.)DE | AT8 (4 Wo.)AT | CH1 (7 Wo.)CH | Erstveröffentlichung: 19. April 2013                  |
| 2015 | When We Wake Up Muve Recordings (PIAS) | DE81 (1 Wo.)DE | AT47 (1 Wo.)AT | CH6 (5 Wo.)CH | Erstveröffentlichung: 18. September 2015              |
| 2020 | 110 Karat Muve Recordings (PIAS)       | DE74 (1 Wo.)DE | — | CH2 (10 Wo.)CH | Erstveröffentlichung: 9. Oktober 2020                 |

## Tourneen
- 2012: Luca Hänni & Band – Live on Tour (32 Konzerte)
- 2013: Thank You to the Fans Tour (10 Konzerte)
- 2013: Living the Dream Tour (13 Konzerte)
- 2015: When We Wake Up Tour (15 Konzerte)
- 2023: Club Tour (12 Konzerte)

## Auszeichnungen und Nominierungen
| Tabellarische Übersicht der Auszeichnungen und Nominierungen | Tabellarische Übersicht der Auszeichnungen und Nominierungen | Tabellarische Übersicht der Auszeichnungen und Nominierungen | Tabellarische Übersicht der Auszeichnungen und Nominierungen | Tabellarische Übersicht der Auszeichnungen und Nominierungen |
| Jahr                                                         | Auszeichnung                                                 | Für                                                          | Kategorie                                                    | Resultat                                                     |
| ------------------------------------------------------------ | ------------------------------------------------------------ | ------------------------------------------------------------ | ------------------------------------------------------------ | ------------------------------------------------------------ |
| 2012                                                         | Wild and Young Award                                         | Luca Hänni                                                   | Bester Durchstarter                                          | Gewonnen                                                     |
| 2012                                                         | Wild and Young Award                                         | Don’t Think About Me                                         | Bestes Musik-Video                                           | Gewonnen                                                     |
| 2012                                                         | Glory Award                                                  | Luca Hänni                                                   | Publikums-Glory / Golden Glory                               | Gewonnen                                                     |
| 2012                                                         | Bravo Otto in Silber                                         | Luca Hänni                                                   | Super-Sänger                                                 | Gewonnen                                                     |
| 2013                                                         | Swiss Music Award                                            | Luca Hänni                                                   | Best Breaking Act National                                   | Gewonnen                                                     |
| 2013                                                         | Nickelodeon Kids’ Choice Awards                              | Luca Hänni                                                   | Lieblingsstar: Deutschland, Österreich, Schweiz              | Gewonnen                                                     |
| 2013                                                         | Echo                                                         | Luca Hänni                                                   | Newcomer International                                       | Nominiert                                                    |
| 2013                                                         | Prix Walo                                                    | Luca Hänni                                                   | Newcomer                                                     | Gewonnen                                                     |
| 2013                                                         | Prix Walo                                                    | Luca Hänni                                                   | Publikumsliebling 2012                                       | Gewonnen                                                     |
| 2013                                                         | Napster-Fanpreis                                             | Luca Hänni                                                   | Musiker                                                      | Gewonnen                                                     |
| 2014                                                         | Swiss Music Award                                            | Luca Hänni                                                   | Best Live Act National                                       | Nominiert                                                    |
| 2014                                                         | Nickelodeon Kids’ Choice Awards                              | Luca Hänni                                                   | Lieblingsstar: Deutschland, Österreich, Schweiz              | Gewonnen                                                     |
| 2014                                                         | Style Award                                                  | Luca Hänni                                                   | Best Dress                                                   | Gewonnen                                                     |
| 2014                                                         | Napster-Fanpreis                                             | Luca Hänni                                                   | Bester Einzelkünstler                                        | Nominiert                                                    |
| 2014                                                         | Bravo Otto in Bronze                                         | Luca Hänni                                                   | Super-Sänger                                                 | Gewonnen                                                     |
| 2015                                                         | Hollywood Music in Media Awards                              | Wonderful                                                    | Independent Music Video                                      | Gewonnen                                                     |
| 2016                                                         | Alcatel-Fanpreis (Music Meets Media Award)                   | Luca Hänni                                                   | Bester Einzelkünstler                                        | Gewonnen                                                     |
| 2019                                                         | Energy Music Awards                                          | Luca Hänni                                                   | Schweizer Künstler                                           | Gewonnen                                                     |
| 2019                                                         | Swiss Influencer Awards                                      | Luca Hänni                                                   | International                                                | Gewonnen                                                     |
| 2020                                                         | Swiss Music Award                                            | Luca Hänni                                                   | Best Male Solo Act                                           | Gewonnen                                                     |
| 2020                                                         | Swiss Music Award                                            | She Got Me                                                   | Best Hit                                                     | Nominiert                                                    |
| 2020                                                         | Energy Music Awards                                          | Luca Hänni                                                   | Schweizer Künstler                                           | Nominiert                                                    |
| 2021                                                         | Swiss Influencer Awards                                      | Luca Hänni                                                   | Music                                                        | Nominiert                                                    |